# Poudre de perlimpinpin

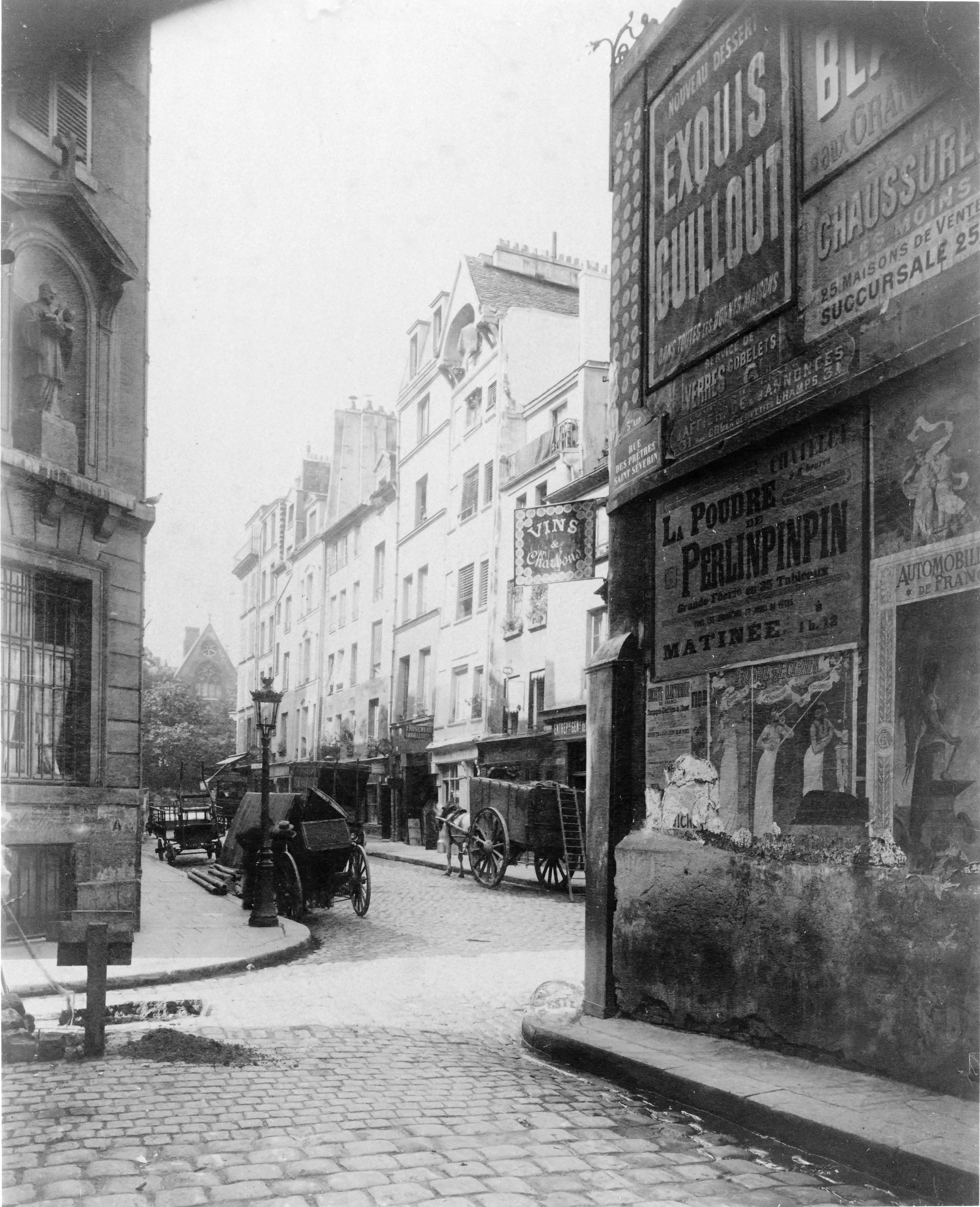
Affiche in Parijs (1899) voor een spektakel met de naam La Poudre de Perlimpinpin

Poudre de perlimpinpin is een Franse pejoratieve aanduiding voor een veelbelovende maar volstrekt nutteloze behandeling. In de brede betekenis betekent het gebakken lucht. De oorsprong van de Franse term gaat terug tot de praat van een charlatan, een verkooppraatje: ofwel is het een onomatopee van de loze woorden, analoog aan blablabla, ofwel is het een parodie van wat de charlatan zegt over zijn product.
In het Engels en Duits, en ook wel in het Nederlands, wordt een analoge term gebruikt om een nutteloos product te beschrijven, niet met een poeder, maar met een olie: snake oil, Schlangenöl of slangenolie. Overigens worden producten met de naam slangenolie wel degelijk verkocht.
Tijdens een verkiezingsdebat in 2017 tussen Emmanuel Macron en Marine Le Pen gebruikte Macron deze term. Hij bestempelde de anti-immigratieplannen van Le Pen als poudre de perlimpinpin, wat talrijke commentaren uitlokte.